# Morteza Avini
 (février 2024).
Si vous disposez d'ouvrages ou d'articles de référence ou si vous connaissez des sites web de qualité traitant du thème abordé ici, merci de compléter l'article en donnant les références utiles à sa vérifiabilité et en les liant à la section « Notes et références ».
Sayyed Morteza Avini (en persan : سيد مرتضي آويني, né le 23 septembre 1947 à Chahr-e-Rey, est un réalisateur de documentaires et journaliste iranien, fondateur de la maison d'édition de films documentaires Revayate fath (« le Récit de victoire »). Il meurt le 9 avril 1993 à Fakkeh, victime d’une mine, lors d’un ultime tournage sur l’ancienne ligne de front.

## Biographie
Avini est né en 1947 à Ray (Téhéran). Il réalise ses études primaires et secondaires dans différentes villes : Zanjan, Kerman, et Téhéran. Par la suite, il est diplômé à la faculté des Beaux-Arts de l’université de Téhéran et obtient le diplôme de MA de la science l’architecture. Il s'intéresse à l'art et à la poésie.
Sa série documentaire Ravayat-e Fath rencontre un certain succès. Il réalise plus de quatre-vingts films pendant et après le conflit de la guerre Iran-Irak, et contribue à montrer aux Iraniens le conflit en cours, jouant un rôle décisif dans la construction d’un imaginaire de guerre, tout en employant des moyens très inhabituels en pareilles circonstances.
Après l’attaque irakienne du 22 septembre 1980 puis l’occupation de Khorramshahr, Avini décide de s’engager dans l’enregistrement de cet événement. Durant huit ans (et même plus), il filme ainsi La Défense sacrée.

### Mort
Avini est tué le 9 avril 1993 à Fakkeh par une mine de la guerre Iran-Irak, alors qu'il produisait le documentaire Une ville dans le ciel.

## Filmographie
- 1979 : Six jours en Turkamen Sahra (persan : شش روز در تركمن صحرا)
- 1979 : Khouzistan inondations (persan : سيل خوزستان)
- 1981 : La Récompense du djihad et du martyre (persan : پاداش جهاد و شهادت)
- 1981 : La Victoire du sang (persan : فتح خون)
- 1981 : La Vérité (persan : حقيقت)
- 1981 : Avec le médecin du Jihad en Bashagard (persan : با دكتر جهاد در بشاگرد)
- 1981 : Sept histoires de Balouchistan (persan : هفت قصه از بلوچستان)
- 1982 : Qiamollah
- 1982 : Économie Salavati
- 1983 : Les Hommes courageux ! Karbala vous attend (persan : شير مردان خدا! کرب و بلا در انتظار است)
- 1984 : Karbala, la guerre, les gens
- 1987 : Le Programme spécial de Valfajr 8
- 1988 : Élégie
- 1988 : Amérique, la tromperie, le viol
- 1989 : On ne peut pas dire la séparation d'un ami
- 1989 : Révolution Pierre
- 1989 : Parlez avec moi DoKoohe (persan : با من سخن بگو دوکوهه)

## Publications
- 1997 : Trésors célestes (persan : گنجینه آسمانی)
- 1997 : Fondations du développement et de la civilisation de l'Occident (persan : توسعه و مبانی تمدن غرب)
- 1999 : Le Début d'une fin (persan : آغازي بر يك پايان)
- 1998 : Miroir de la magie (persan : آيينه ي جادو)
- 2000 : Les Escargots sans-abri (persan : حلزون های خانه به دوش)